# Parham (Suffolk)
Parham is een civil parish in het bestuurlijke gebied East Suffolk, in het Engelse graafschap Suffolk met 300 inwoners.